# Elektrownia jądrowa Blayais

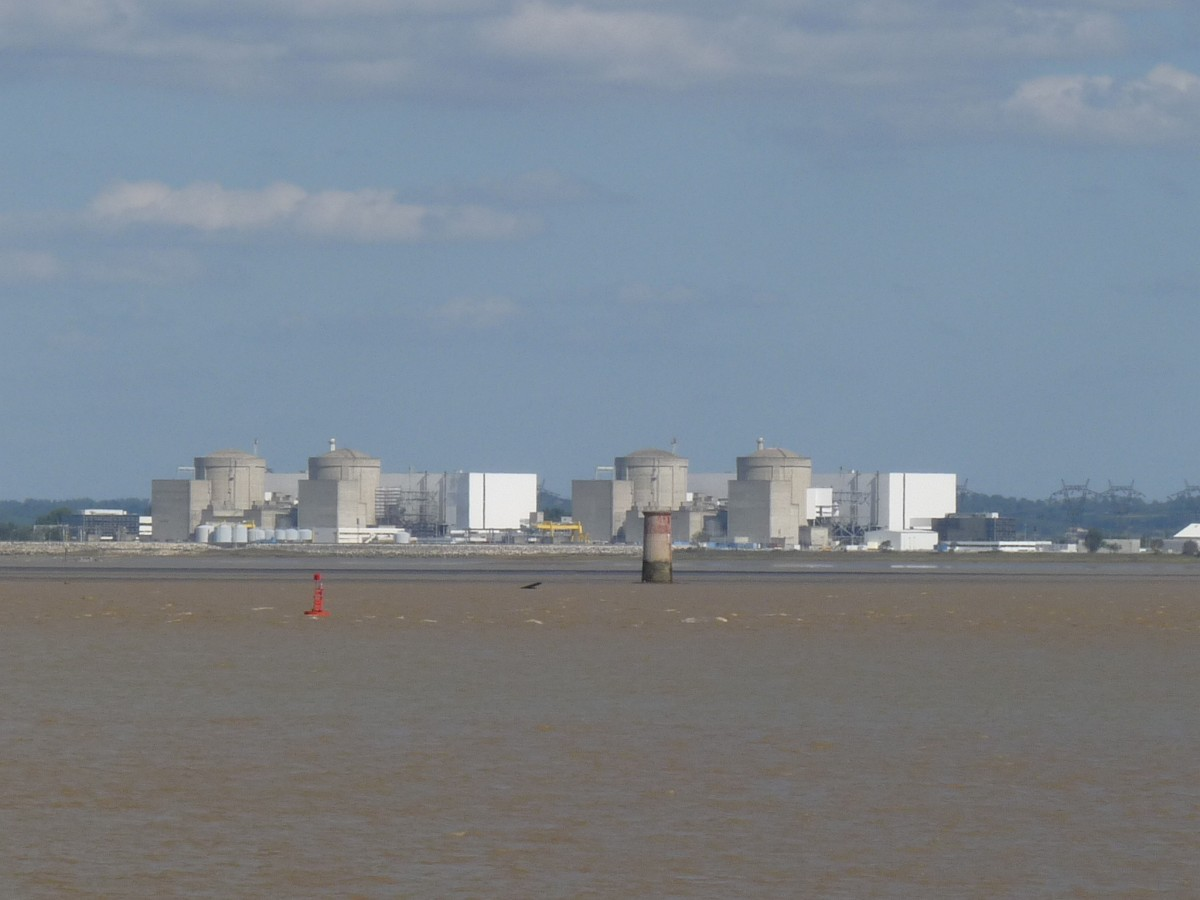
Elektrownia jądrowa Blayais, rok 2012

Elektrownia jądrowa Blayais (fr. Centrale Nucléaire de Blayais) – francuska czynna elektrownia jądrowa położona w sąsiedztwie miasta Blaye, w regionie Akwitania, nad rzeką Żyrondą. Elektrownia posiada cztery bloki energetyczne. Operatorem jest Électricité de France.

## Elektrownia
Elektrownia posiada 4 reaktory jądrowe typu PWR, generujące około 1,5 razy więcej prądu elektrycznego niż wynosi zapotrzebowanie regionu Akwitania. Zatrudnia ok. 1550 osób, w tym 350 pracowników spoza firmy EdF.

### Reaktory
| Nazwa bloku  | Typ reaktora | Producent | Rozpoczęcie budowy | Stan krytyczny  | Włącz. do sieci  | Działalność komercyjna | Moc elektr. netto | Moc elektr. brutto | Moc termiczna |
| ------------ | ------------ | --------- | ------------------ | --------------- | ---------------- | ---------------------- | ----------------- | ------------------ | ------------- |
| Belleville-1 | PWR (CP1)    | Framatome | 1 stycznia 1977    | 20 maja 1981    | 12 czerwca 1981  | 1 grudnia 1981         | 910 MW            | 951 MW             | 2785 MW       |
| Belleville-2 | PWR (CP1)    | Framatome | 1 stycznia 1977    | 28 czerwca 1982 | 17 lipca 1982    | 1 lutego 1983          | 910 MW            | 951 MW             | 2785 MW       |
| Belleville-3 | PWR (CP1)    | Framatome | 1 kwietnia 1978    | 29 lipca 1983   | 17 sierpnia 1983 | 14 listopada 1983      | 910 MW            | 951 MW             | 2785 MW       |
| Belleville-4 | PWR (CP1)    | Framatome | 1 kwietnia 1978    | 1 maja 1983     | 16 maja 1983     | 1 października 1983    | 910 MW            | 951 MW             | 2785 MW       |

## Bezpieczeństwo
W dorocznym raporcie francuskiego urzędu dozoru jądrowego ASN elektrownia otrzymała ocenę satysfakcjonującą, ze wskazaniem, że organizacja bezpieczeństwa elektrowni powinna być bardziej rygorystyczna.
W 2002 i 2003 roku EdF zgłosił dwie anomalie (1. stopień w skali INES) dotyczące zabezpieczenia elektrowni w sytuacji trzęsienia ziemi.
14 października 2002 roku miały miejsce wstrząsy sejsmiczne, w wyniku których zgłoszono konieczność posiadania zapasów wody w celu zabezpieczenia chłodzenia reaktorów w sytuacji awaryjnej. Prace nad wypełnieniem tego wymogu zakończono w grudniu 2005 roku.
Ponad rok później, 28 października 2003 roku, stwierdzono wrażliwość na wstrząsy sejsmiczne orurowania zbiornika wody, które to orurowanie zostało wcześniej naruszone przez wstrząsy z 2002 roku.

### Powódź w 1999
Wieczorem 27 grudnia 1999 roku w wyniku cofnięcia się wód rzeki na skutek silnych wiatrów, doszło do przelania się wody przez mur przeciwpowodziowy elektrowni i częściowego jej zalania. Zalanie spowodowało odcięcie zewnętrznych źródeł zasilania elektrowni i zadziałanie systemów bezpieczeństwa elektrowni. Zdarzenie zakwalifikowano jako „incydent”, tj. na poziomie drugim na skali INES.
W tym czasie na pełnej mocy pracowały reaktory nr 1, 2 i 4. Reaktor nr 3 był wyłączony z powodu zmiany paliwa. Powódź wpłynęła na działanie reaktorów nr 2 i 4. Woda uszkodziła kilka pomp wody i paneli rozdzielczych. Wszystkie bloki straciły zasilanie o napięciu 225 kV, a reaktory 2 i 4 straciły też zasilanie o napięciu 400 kV. Zasilanie 400 kV zapewniały generatory Diesla, aż do czasu przywrócenia zasilania zewnętrznego.
W ciągu następnych dni z budynków wypompowano około 90 000 metrów sześciennych wody.
Zdarzenie spowodowało głębokie zmiany w ocenie ryzyka wystąpienia powodzi w elektrowniach jądrowych we Francji. Również Niemcy zarządziły ponowną ocenę tego aspektu bezpieczeństwa swoich elektrowni jądrowych.
Działaniu elektrowni sprzeciwia się lokalne stowarzyszenie antyjądrowe CzernoBlaye, utworzone 15 grudnia 1999 przez Stéphana Lhomme'a.